# Ленские столбы

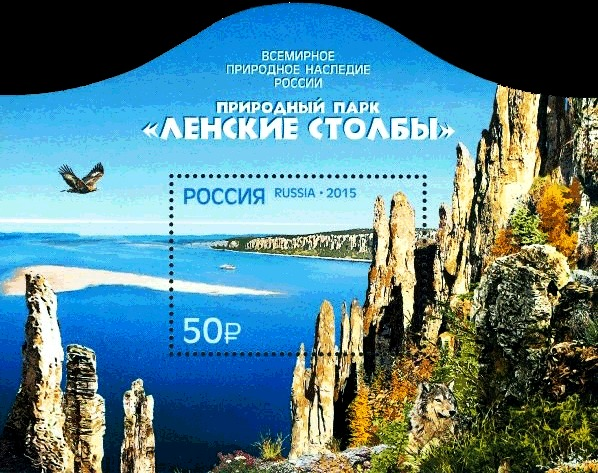
Почтовый блок России, 2015 год

Национальный парк «Ле́нские столбы́» (якут. Өлүөнэ турууктара) — геологическое образование и одноимённый национальный парк в Якутии на берегу реки Лены. Находится в Хангаласском улусе Якутии в 104 км от города Покровска. Ленские столбы представляют собой тянущийся на многие километры комплекс вертикально вытянутых скал, причудливо громоздящихся вдоль берега Лены, глубокой долиной, прорезающей Приленское плато.
Объект всемирного наследия ЮНЕСКО с 2012 года, с 6 августа 2018 года Ленские столбы обрели статус национального парка России.

## Формирование
Скальные образования, высота которых доходит до 220 метров над уровнем реки (абс. отметки — до 321 м), сложены кембрийскими известняками. В тектоническом отношении Ленские столбы лежат в пределах Сибирской платформы. Начало формирования горных пород, сложивших данный памятник природы, обычно датируют ранним кембрием — 560—540 млн лет назад. Образование же Ленских столбов как формы рельефа датируют гораздо более поздним периодом — около 400 тыс. лет назад, то есть сравнительно недавним геологическим временем. Территория Сибирской платформы подвергалась постепенному поднятию, результатом чего стало возникновение разломов и образование глубоких речных долин. Это привело к активизации карстовых процессов, которые, наряду с продолжающимся эрозионным выветриванием, породили столь причудливые и разнообразные формы скал, сложенных карбонатными породами.
Декабрист А. А. Бестужев-Марлинский восторженно отзывался о Столбах:
«Какая-то святая тишина лежит на девственном творении, и душа сливается с дикою, но величественною природой».

## Природный парк
Природный парк «Ленские столбы» был организован на основании указа президента Республики Саха (Якутия) от 16 августа 1994 года № 837 и постановления правительства от 10 февраля 1995 года и подчиняется региональному министерству охраны природы. Площадь парка — 1353 тыс. га, парк состоит из двух филиалов — «Столбы» и «Синский». Основной задачей парка считается развитие экологического туризма.
Помимо широко известных каменных «столбов», на территории парка имеются такие примечательные объекты как развевающиеся пески-тукуланы с отдельными участками холодной северной песчаной пустыни, стоянка древнего человека в устье ручья Диринг-Юрях, в ходе раскопок которой были найдены каменные орудия труда (дирингская культура) и погребения эпохи позднего неолита (ымыяхтахская культура, II тыс. до н. э.). Имеются уникальные мерзлотные экосистемы. В районе парка обнаружены окаменелые останки представителей древней фауны: мамонта (Mammulhus primigenius Blum), бизона (Bison priscus Boj), шерстистого носорога (Coelodonta antiguibatis Blum) и др..
Ленские столбы вошли по природным критериям в список Всемирного наследия ЮНЕСКО 2 июля 2012 года в ходе 36-й сессии Комитета по Всемирному наследию ЮНЕСКО, которая прошла с 22 июня по 6 июля 2012 года в Санкт-Петербурге (ранее, в 2009 году, такая попытка не удалась).
Значительная часть территории национального парка "Ленские столбы" традиционно используются общинами коренного народа эвенков. Определены границы территории общин, администрация парка их соблюдает. Ограниченное традиционное использование земли включает охоту и рыболовство. Согласно решениям комитета Всемирного наследия следует надлежащим образом учитывать сосуществование традиционных прав и способов использования земли с законным правом собственности на землю.

## Флора и фауна
На территории парка произрастает 470 видов сосудистых растений, среди них 21 вид занесён в Красную книгу. Выявлено 202 вида мхов, 83 вида лишайников и 76 видов грибов. На территории парка насчитывается 42 вида млекопитающих. Широко распространены медведь, рысь, волк, лисица, соболь, ласка, лось, косуля, заяц-беляк, белка и др. В национальном парке гнездятся 152 вида птиц. В реках обитает 21 вид рыб.

## Галерея

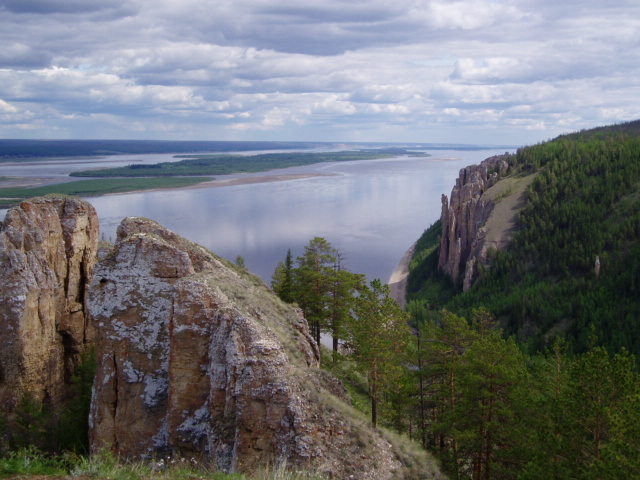
Вид на Лену в районе природного парка
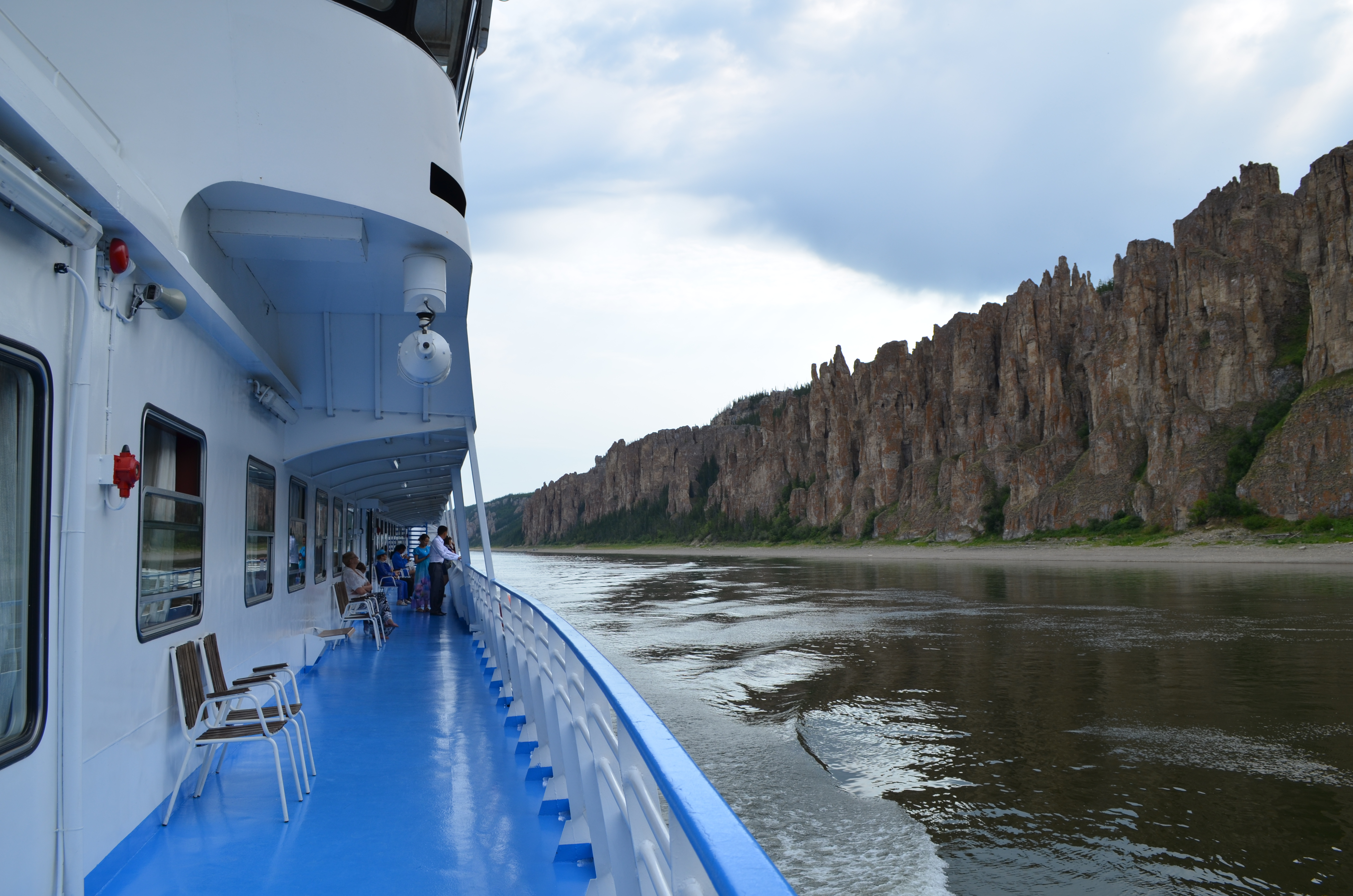
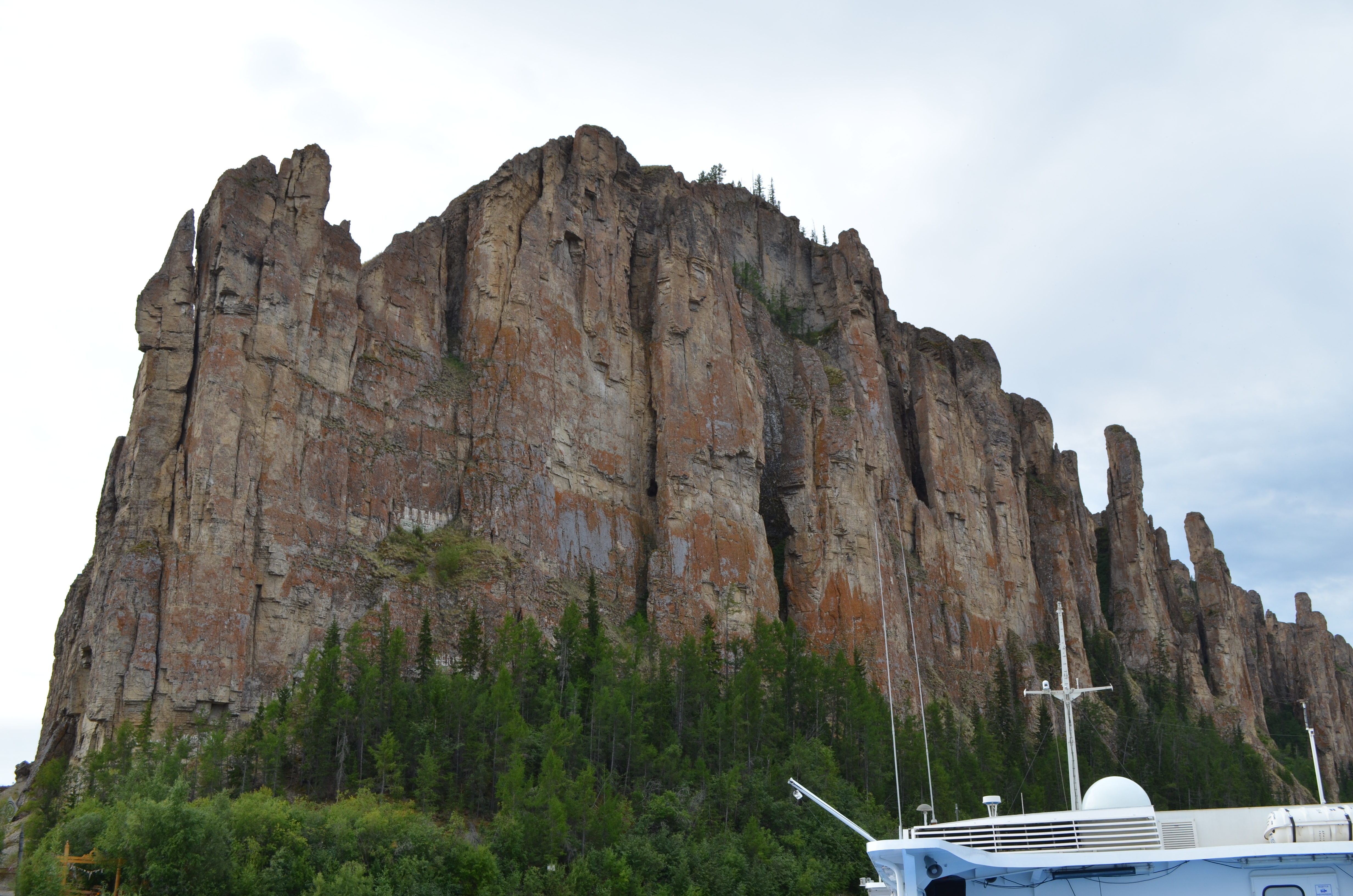
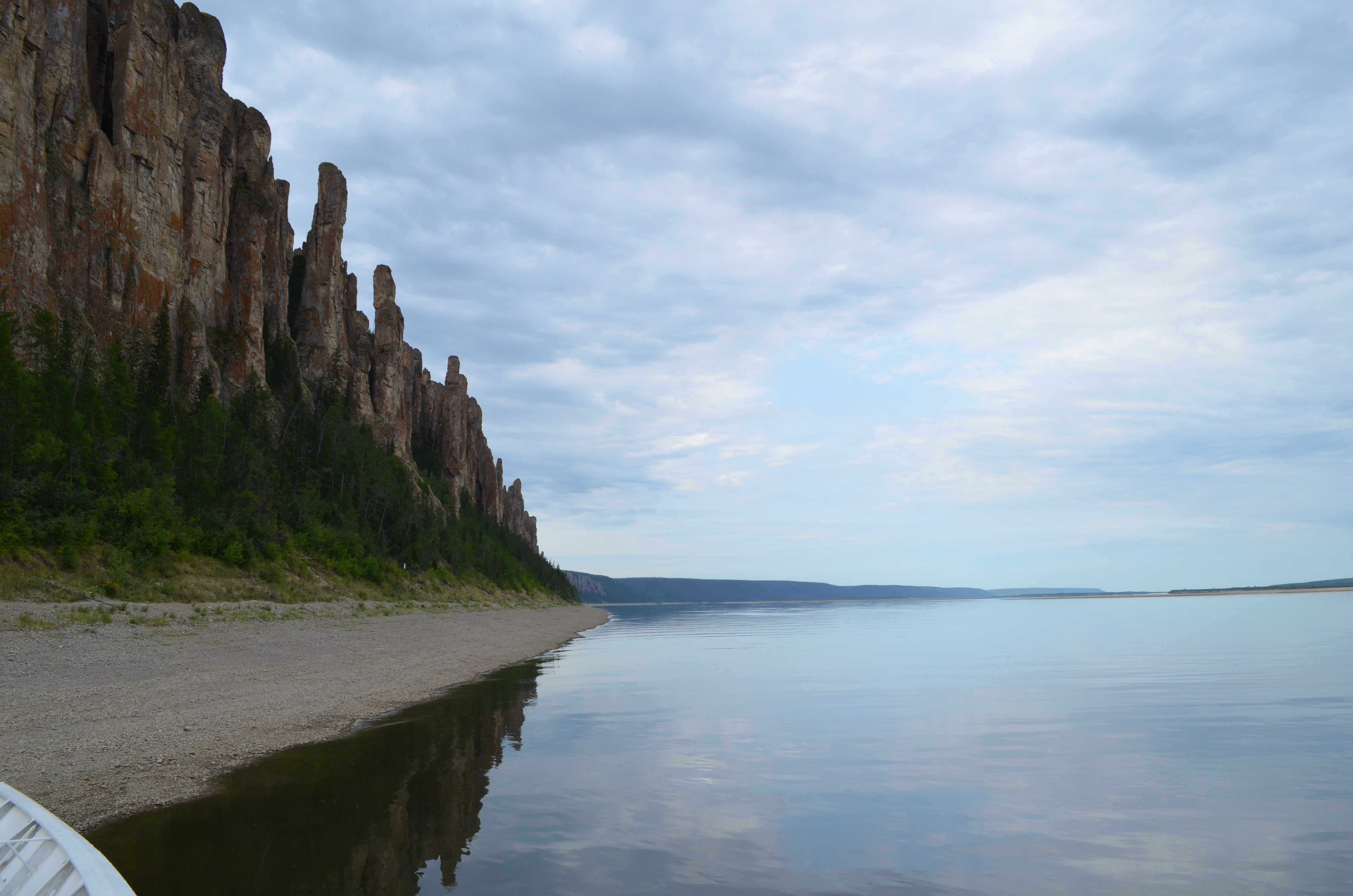
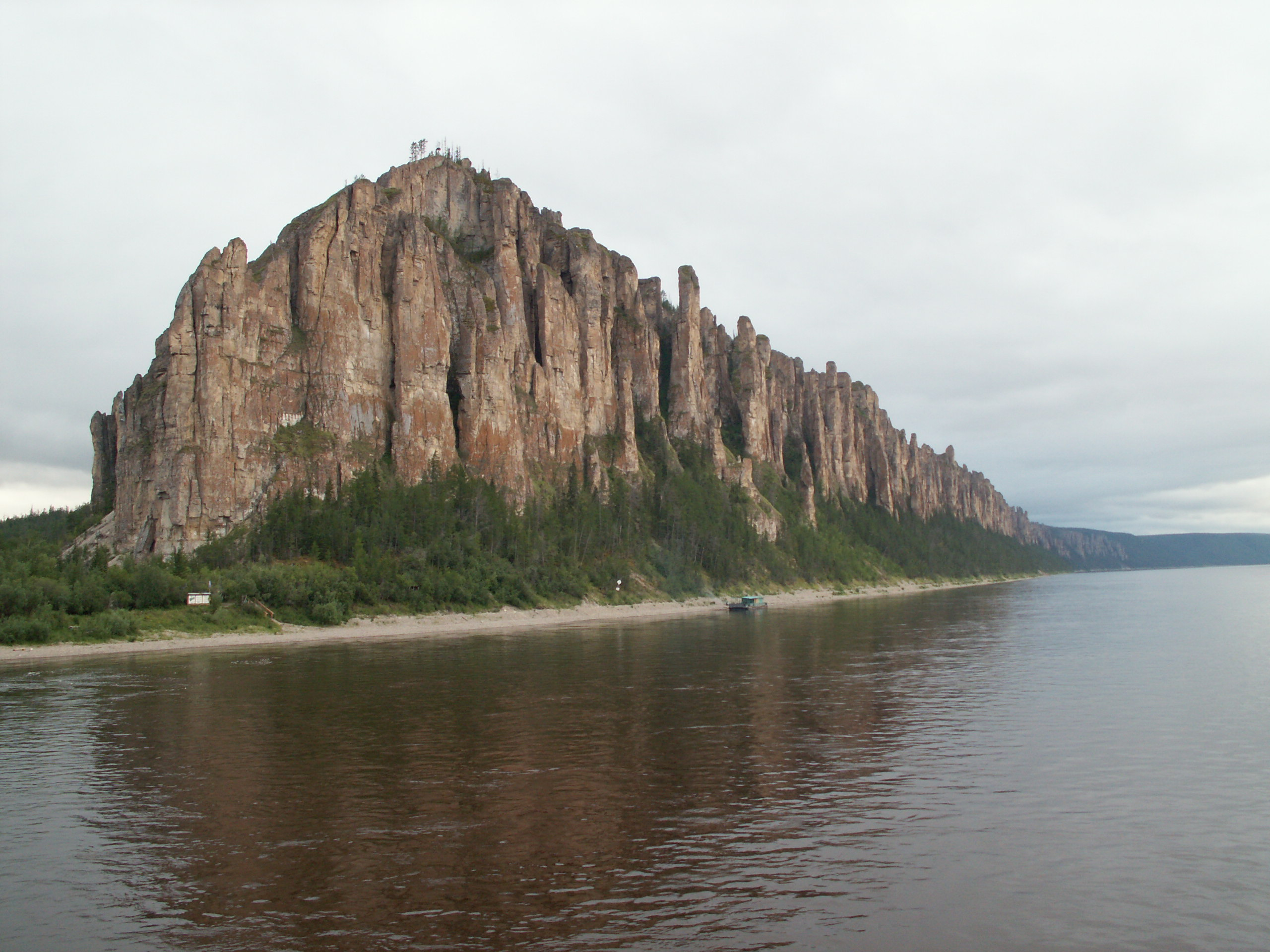
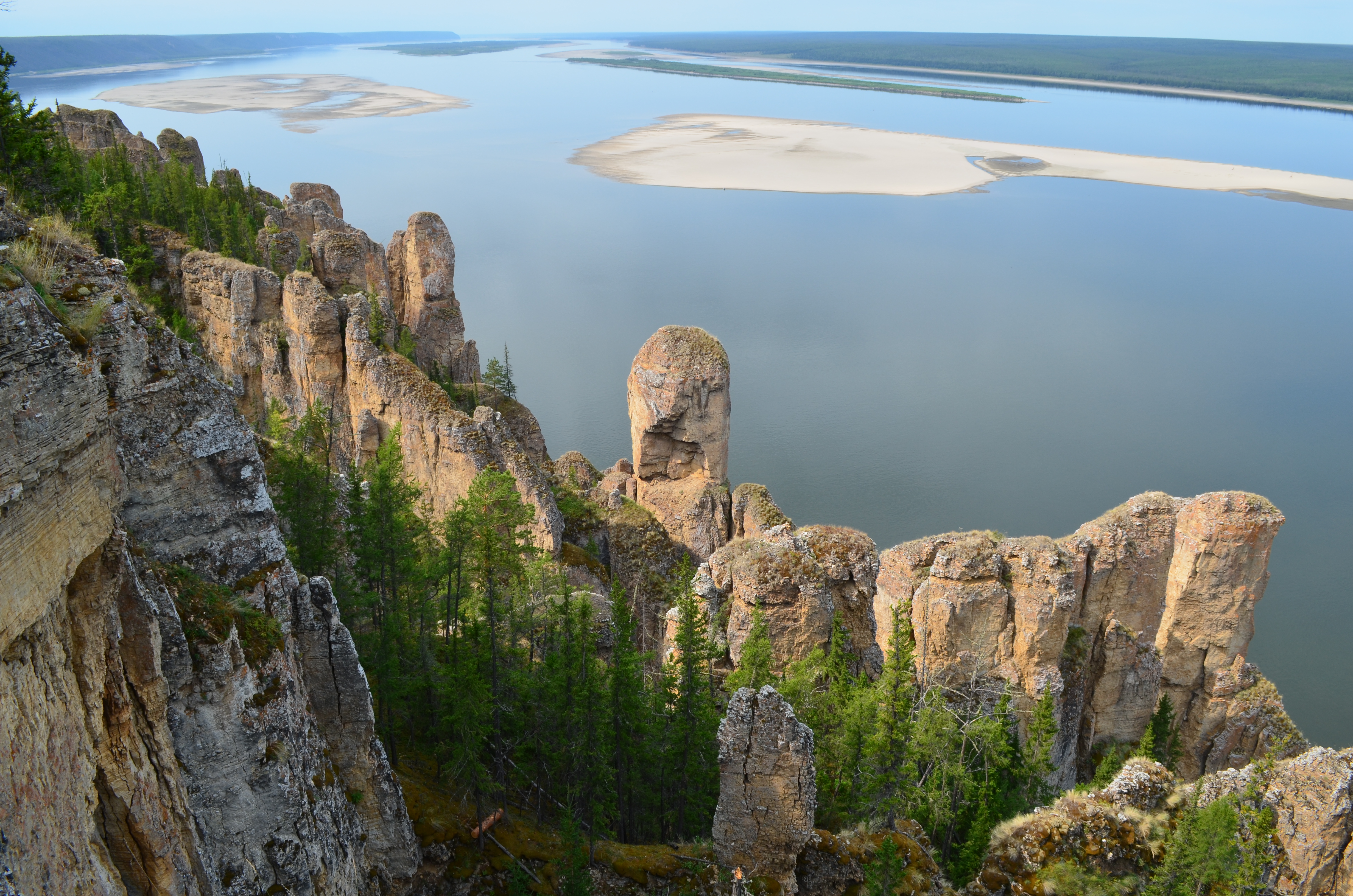
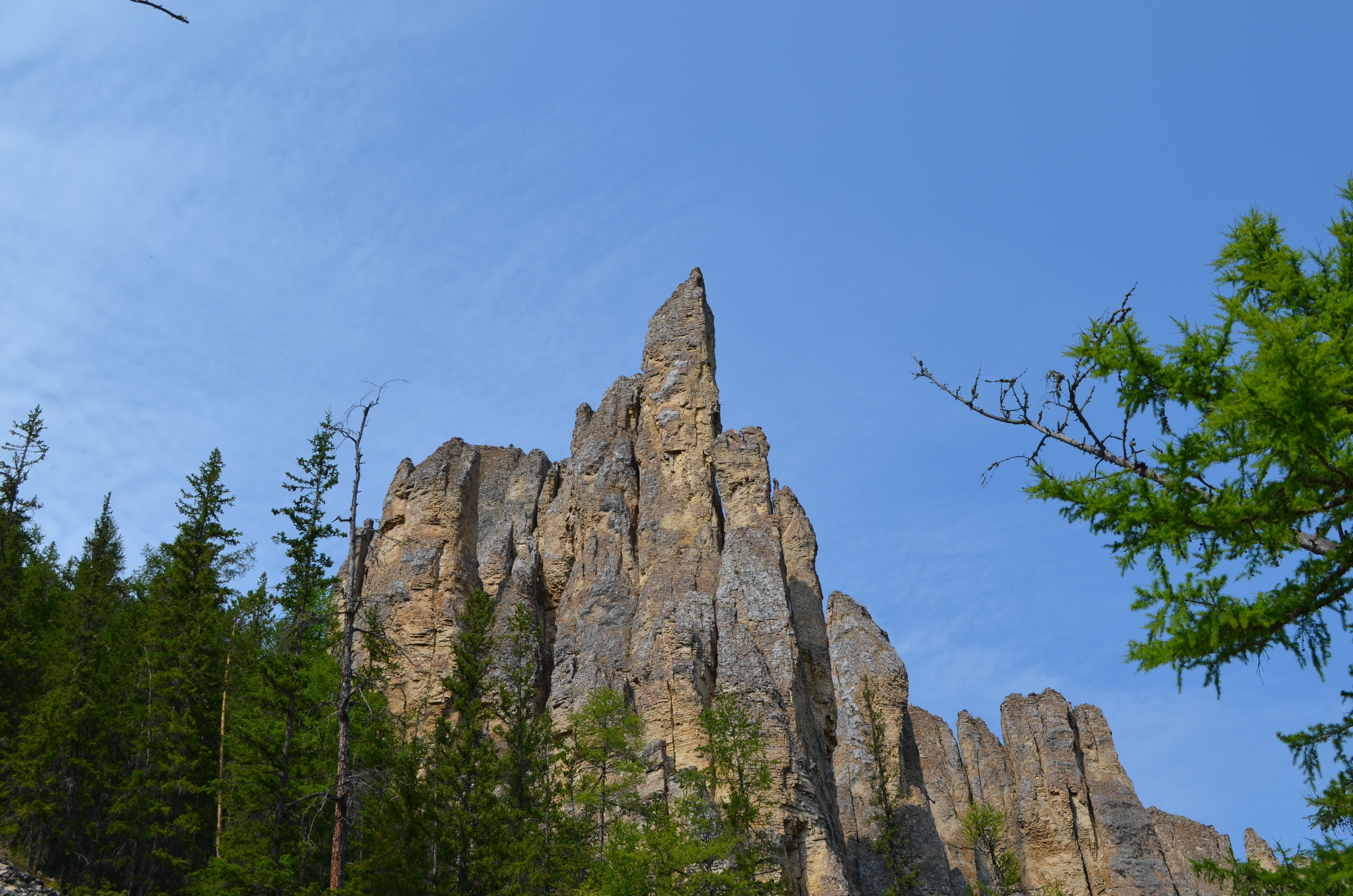
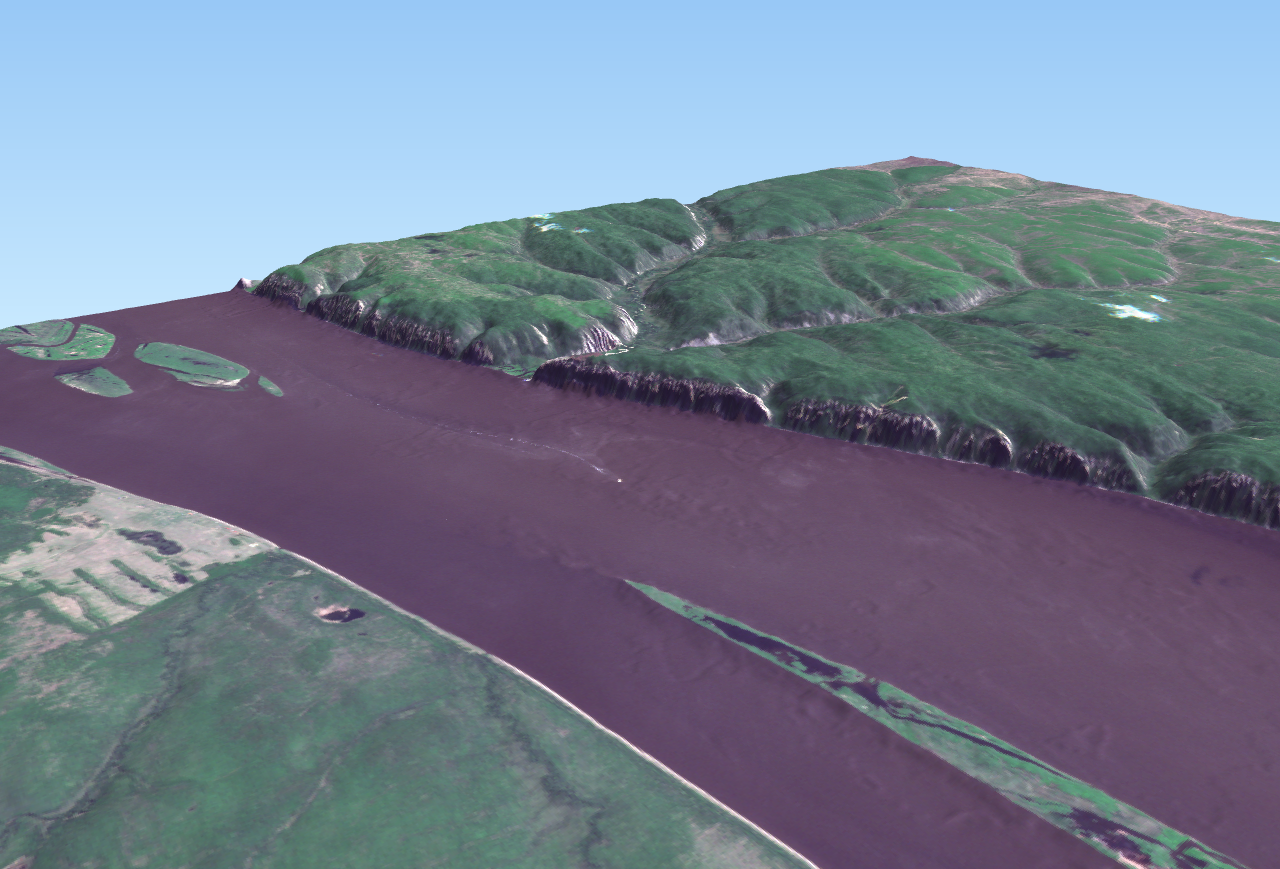
Перспективный вид, смоделированный по ЦМР Aster DEM и космоснимку Sentinel-2B
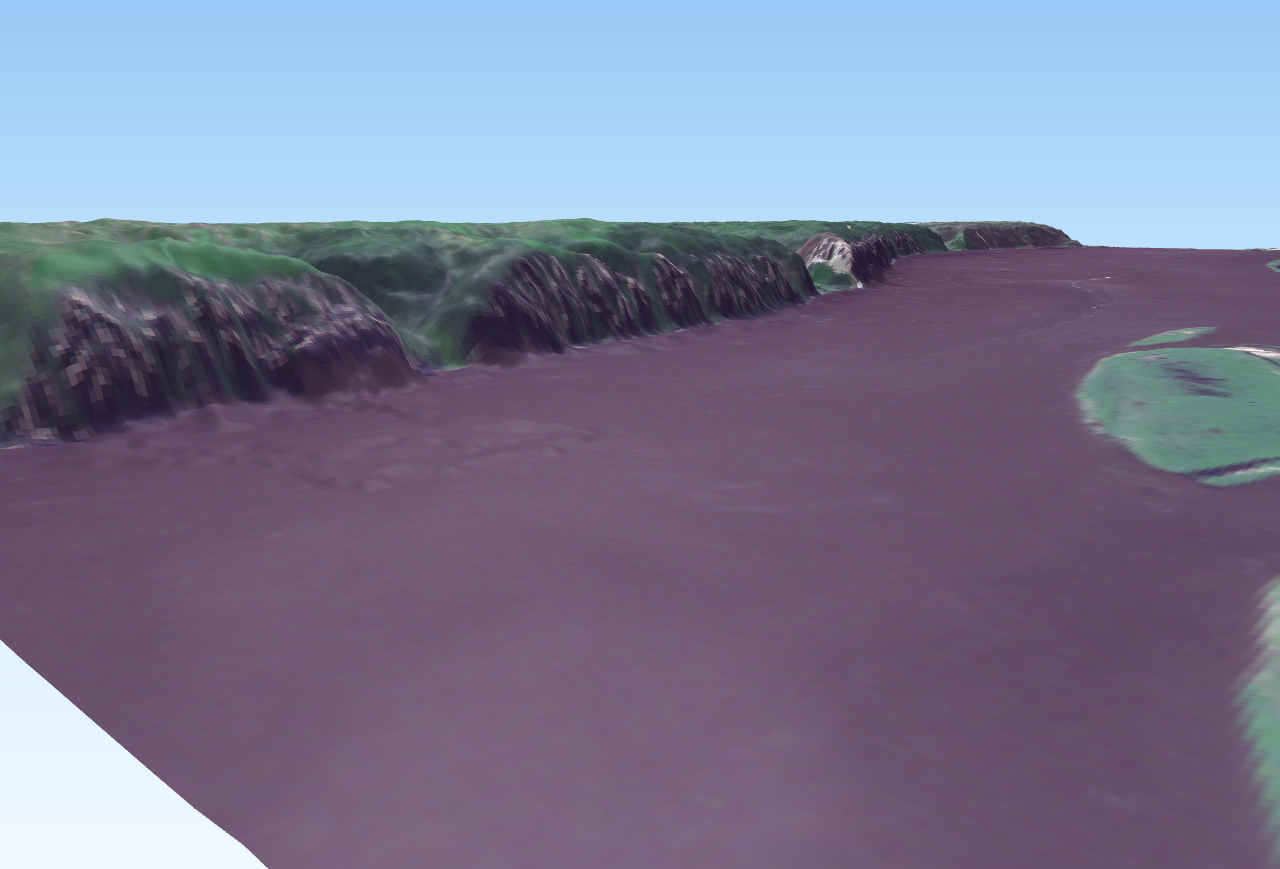
Перспективный вид, смоделированный по ЦМР Aster DEM и космоснимку Sentinel-2B
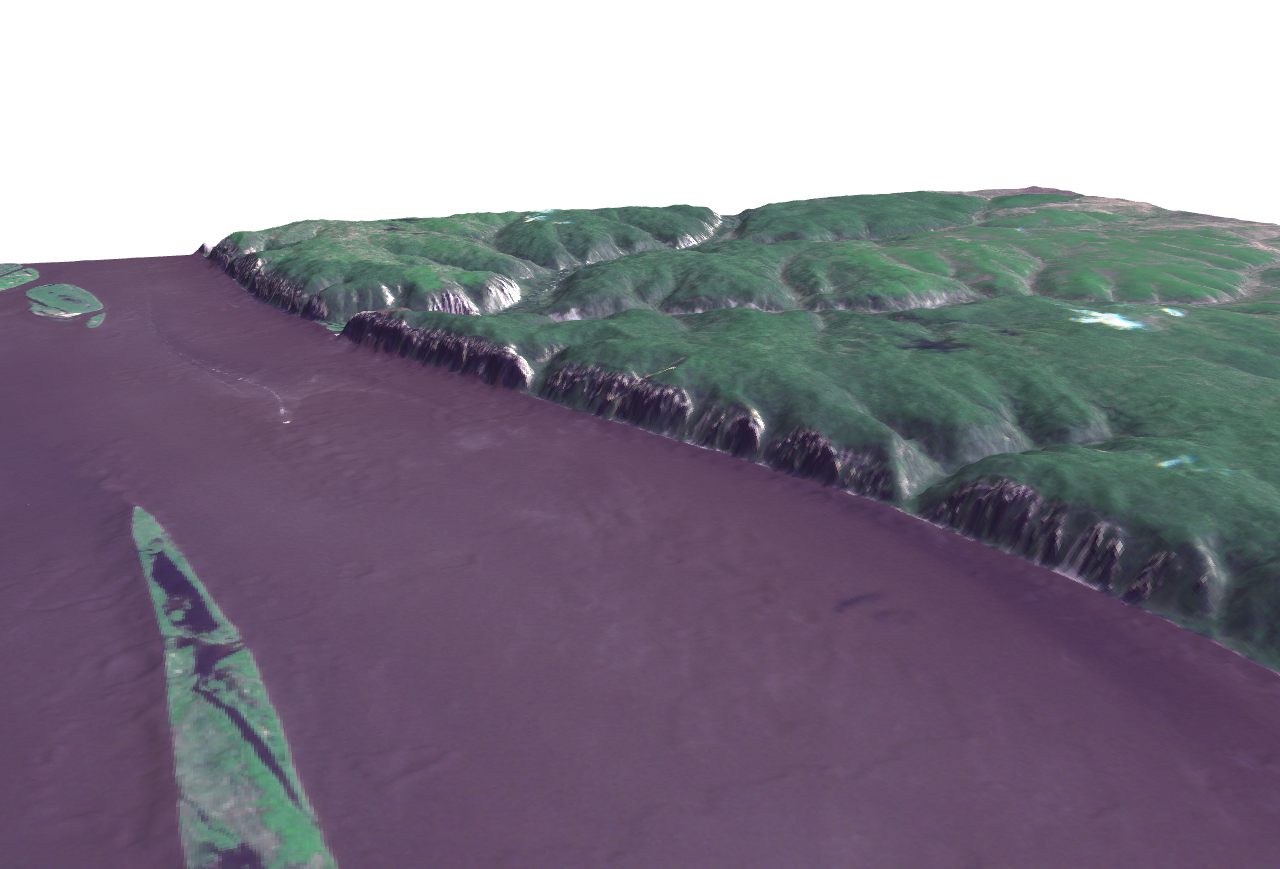
Перспективный вид, смоделированный по ЦМР Aster DEM и космоснимку Sentinel-2B